# アミーン・フサイニー
ハーッジ・ムハンマド・アミーン・アル＝フサイニー（hājj Muhammad Amīn al-husaynī, 1895年 - 1974年7月4日）は、パレスチナのアラブ人で、汎アラブ主義者。エルサレム大ムフティー、最高ムスリム評議会議長、全パレスチナ政府（PLL）大統領、パレスチナ民族評議会議長。
父のムハンマド・ターヒル・フサイニー、兄のカーミル・フサイニーもエルサレムの大ムフティーであった。ハジ・アミン・アル・フセイニと表記されることもある。戦前の日本の新聞ではフッセイニ師とも表記されていた。

## 経歴

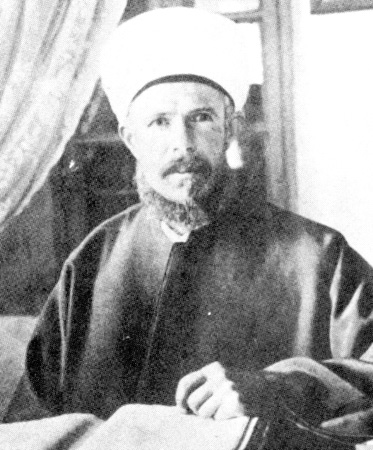
兄のカーミル・フサイニー、1921年以前

エルサレムの有力な名家・フサイニー家の出身。第一次世界大戦時はオスマン帝国軍に入隊。戦後は、大シリア主義構想の熱烈な支持者となり、現在のシリアの地に建国された大シリアの王ファイサル1世の傍で活躍した。しかし、サイクス・ピコ協定により中東が英仏の委任統治下に置かれ、パレスチナがイギリスの委任統治領になると、農奴的生活を嫌い、アラブ人地主（エフェンディ）の小作人（フェラヒン）が新しいユダヤ人の入植地に移住するという事が起こり始めていた。パレスチナのアラブ人は多くが非識字で、わずかな情報にも煽動されやすかったという。
1919年頃から汎アラブ主義運動を展開。「大アラブ構想」を練り、アラビア語新聞に数多く寄稿し、またそれをアラブ人の集まるカフェで読み上げさせた。1920年にはイスラーム教の祝日ネビ・ムーサ祭（モーセ祭；過ぎ越しの祭りと同日）に、祭りを祝おうとしていたエルサレム旧市街のユダヤ教徒を襲撃（en:1920 Nebi Musa riots）させ、4人を殺害、ダマスカスに逃亡（禁錮10年の判決を受けたが受刑せず）、翌年の43人のユダヤ人虐殺事件を逃亡先から煽動した。
1921年、アラブ人の歓心を買おうとしたイギリス委任統治領パレスチナ政府のユダヤ人高等弁務官ハーバート・サミュエルによって恩赦を与えられ、死去した兄であるカーミル・フサイニーに代わりエルサレム・大ムフティーに任じられた。ムフティー選挙で最も支持を集めていたフサム・アッディーン・ジャーラッラーをサミュエル高等弁務官が説得する形での選出であった。また、翌1922年にはサミュエル高等弁務官が設立していた最高ムスリム評議会の議長にも選ばれた。
1929年の嘆きの壁事件、ヘブロン事件、ツファット事件などのユダヤ人大量虐殺も彼の同様の手口による煽動によるものだった。第5次アリヤーに際しシリアから暴力団を呼び寄せ、ヒトラー政権を逃れてパレスチナに入植したユダヤ人を狙うテロによって、シオニズムに抵抗した。

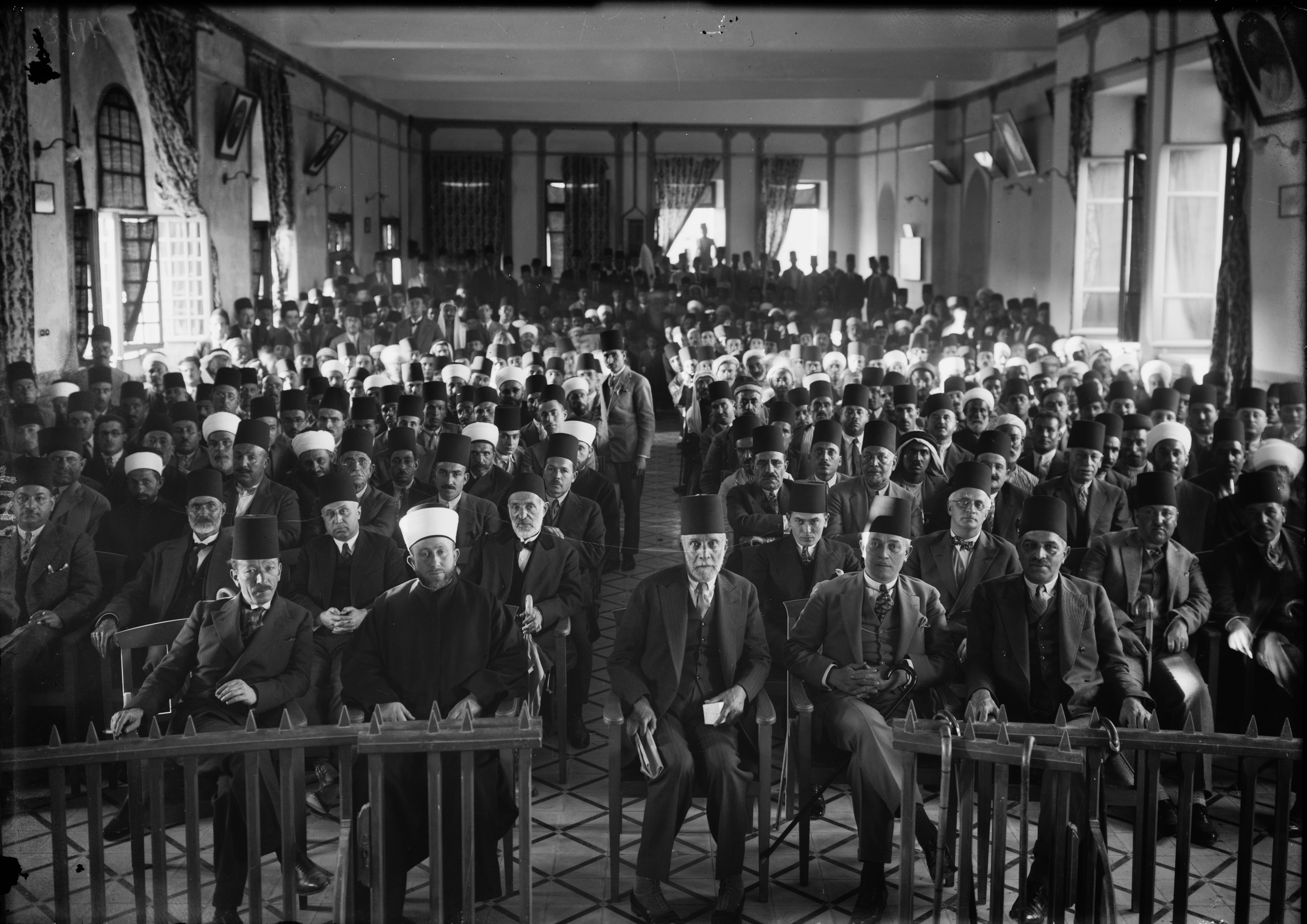
評議会でのフサイニー (1929年、最前列左から2人目がフサイニー)
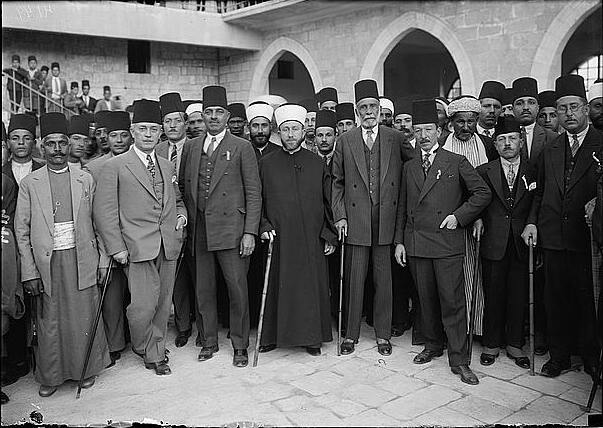
評議会メンバーと (1929年、中央の人物がフサイニー)

パレスチナ・アラブ人（のちに「パレスチナ人」とされる）の大部分はユダヤ人との平和な生活を望んでいたにもかかわらず、暴力団によって反フサイニー派のアラブ人を殺害し、フサイニー家のライバルのアラブ人136人を虐殺した（ヘブロン市長、エルサレム元市長を含む）。
1936年にヤッファの9人のユダヤ人虐殺を煽動し、更に「パレスチナ・アラブの大蜂起」を3年間にわたり指導。このため、英当局によりベイルートへと追放され、そこからイラクへ移る。1941年にイラクでのラシード・アリー・ガイラーニーによる親枢軸国の反英クーデターが起きるとラシード・アリーを支持・援助するが、イギリス軍が政権打倒のために軍事介入（アングロ・イラク戦争）したことで身の危険を感じイランに亡命。しかし、イランにも英ソ両軍が侵攻したことから、ドイツの同盟国である日本の公使館に潜伏し、イタリア公使館の助けを借りてイタリアに亡命した。
最終的にフサイニーは、ナチス政権下のドイツへ渡り、11月29日にはヒトラーとも会見してヨーロッパからユダヤ人を「殲滅」するよう要求した。ヒトラーからは、中東・北アフリカにおけるユダヤ人一掃とアラブ民族主義勢力に対する支援の確約を得た。

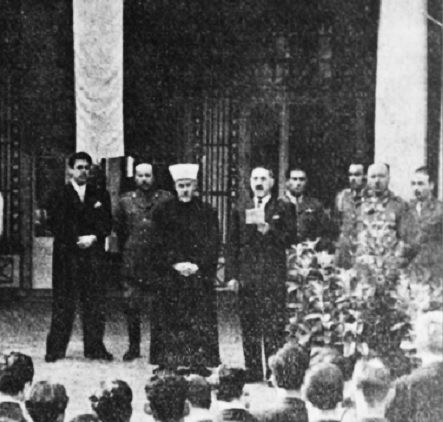
ラシード・アリーと並ぶフサイニー(1941年)
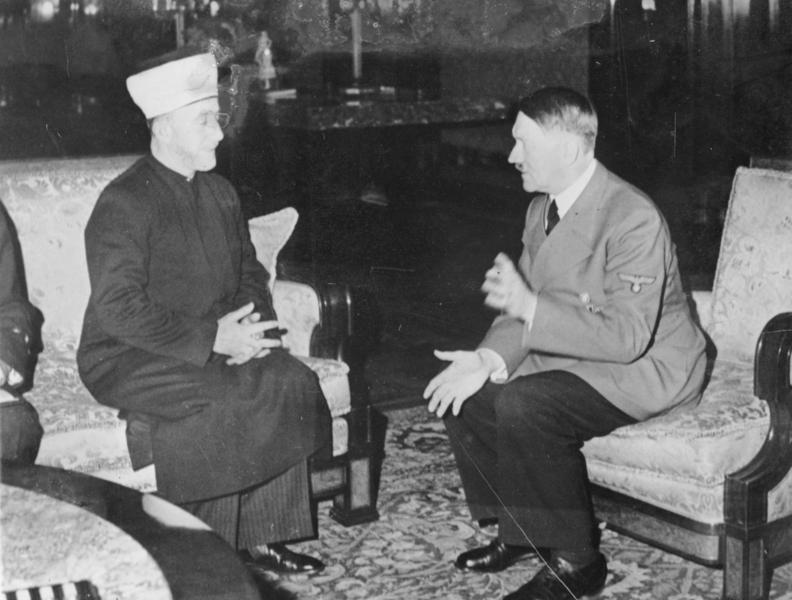
ヒトラーと会談するフサイニー(1941年)
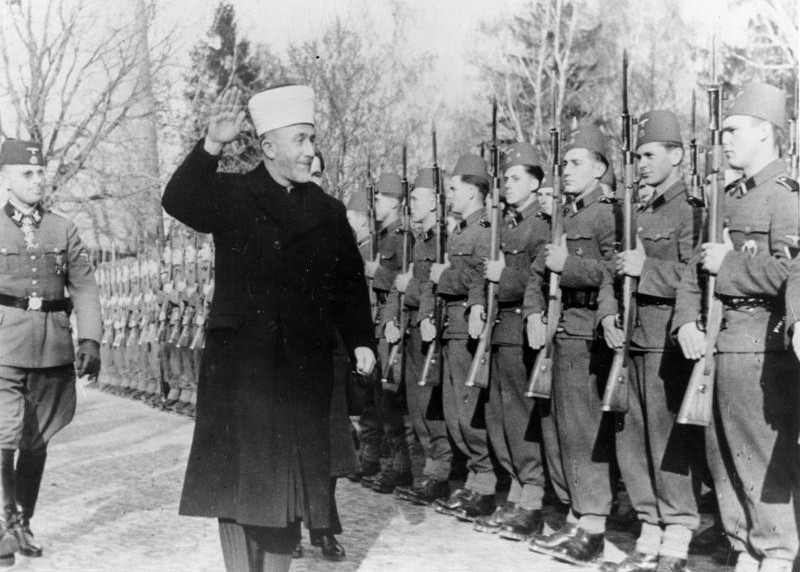
第13SS武装山岳師団を閲兵(1943年)

この会談の中でフサイニーはこう語った。
これに対して、ヒトラーの回答はこうだった。
また、ベルリンからパレスチナに向けての反ユダヤ主義宣伝放送を続け、アドルフ・アイヒマン親衛隊中佐やアロイス・ブルンナー親衛隊大尉とともにアウシュヴィッツ強制収容所の視察も行った。1942年にはブルガリア政府に対して同国からパレスチナへと逃げるユダヤ難民をドイツ占領下のポーランドに送り返すよう抗議している。またボスニアのムスリムで編成された第13SS武装山岳師団の設立に関与。このSS山岳師団は、バルカン半島におけるユダヤ人狩りを行っている。戦争末期にユダヤ人移送中止の動きがあるとフサイニーはこれに反対し、ユダヤ人移送を強硬に主張し続けた。
1945年、バート・ガスタインでドイツ敗戦を迎えた。対独協力者として独国内でフサイニーはイギリス軍に捕らえられ、チトーのユーゴスラビア政府は彼を戦争犯罪人に指定したが、翌年脱獄、カイロに赴く。そこでアロイス・ブルンナーと再会したともいわれる。ニュルンベルク裁判に出廷することはなかった。

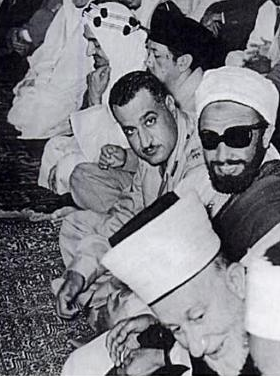
ナーセルと並ぶフサイニー（手前顎鬚の人物）

1948年の第一次中東戦争にアラブ諸国が敗北した後、ガザに設置された「全パレスチナ政府」の大統領となったが、四ヶ月で崩壊。レバノンに移り、アラブ高等委員会の活動を再開した。1959年以降はベイルートに隠棲した。
デマと煽動による憎悪の喚起やテロ問題などを引き起こしているが、彼の行動はパレスチナ・アラブ人社会内部の問題、個人的な権力闘争の結果とも見ることができる。イスラエルなどからは、「ホロコーストはフサイニーがヒトラーを唆したために生じた」（この主張はベンヤミン・ネタニヤフの持論である）、あるいは「フサイニーはヒトラーの共犯者」という主張が行われることがある。もっとも、このような主張はイスラエルの歴史家や政治家の大半から否定されており、ネタニヤフが先述の主張を行った際にはイスラエル国内においても批判的な報道が大勢を占めた。また、シオニストの一部にはパレスチナ難民の発生の責任を彼に帰する見方をする者もいる。

## 日本との関わり
1934年8月に、北田正元・アレキサンドリア総領事が、アミーン・フサイニーと会見し、サウジアラビア王国及びイエメン王国との国交樹立に向けた交渉の仲介役をフサイニーに依頼し、1936年に、フサイニーはサウジのアブドゥルアズィーズ・イブン・サウード、イエメンのヤヒヤー・ムハンマド・ハミードゥッディーン両国王の意向を日本側に伝えている。